# Gerrit Solleveld
Gerrit Solleveld (De Lier, 8 giugno 1961) è un ex ciclista su strada olandese.
Professionista tra il 1984 e il 1992, fu campione del mondo della 100 km a squadre nel 1982 e vinse due tappe al Tour de France.

## Carriera
Da dilettante vinse la Het Volk nel 1981, l'Olympia's Tour e i campionati del mondo nella 100 km a squadre nel 1982, ed i campionati olandesi nel 1983. Passò professionista nel 1984 con la Kwantum Hallen, squadra con cui competirà per l'intera carriera. Ottenne il primo successo da professionista nel 1985, conquistando una tappa al Tour Méditerranéen; nel corso della stagione vinse anche una tappa al Postgirot Open ed una tappa al Tour de France. Nel 1986 vinse la Ronde van Midden-Zeeland, mentre nel 1987 vinse il Tour Méditerranéen, conquistando anche una vittoria di tappa. Nel 1988 vinse il Grand Prix de la Libération, corsa a cronometro a squadre, mentre nel 1989 si impose in una tappa alla Volta a la Comunitat Valenciana e conquistò la Gand-Wevelgem. Gli ultimi successi arrivarono nel 1990: la Ronde van Midden-Zeeland, una tappa al Tour de France e l'Acht van Chaam. Partecipò a sette edizioni del Tour de France, una della Vuelta a España e due campionati del mondo su strada.

## Palmarès
- 1981 (Dilettanti, due vittorie)

Het Volk dilettanti
Prologo Olympia's Tour (Roosendaal > Roosendaal, cronometro)
- 1982 (Dilettanti, quattro vittorie)

Prologo Olympia's Tour (Sint Willebrord > Sint Willebrord, cronometro)
2ª tappa Olympia's Tour (Bladel > Schaesberg)
Classifica generale Olympia's Tour
Campionati del mondo, cronosquadre dilettanti (con Frits van Bindsbergen, Maarten Ducrot e Gerard Schipper)
- 1983 (Dilettanti, una vittoria)

Campionati olandesi, prova in linea dilettanti
- 1985 (Kwantum Hallen, tre vittorie)

5ª tappa Tour Méditerranéen (La Grande-Motte > Béziers)
4ª tappa Postgirot Open
4ª tappa Tour de France (Fougères > Pont-Audemer)
- 1986 (Kwantum Hallen, una vittoria)

Ronde van Midden-Zeeland
- 1987 (Superconfex, due vittorie)

5ª tappa, 2ª semitappa Tour Méditerranéen (Le Barcarès > Argelès)
Classifica generale Tour Méditerranéen
- 1989 (Superconfex, due vittorie)

3ª tappa Volta a la Comunitat Valenciana (Ibi > Xeraco)
Gand-Wevelgem
- 1990 (Buckler, due vittorie)

Ronde van Midden-Zeeland
4ª tappa Tour de France (Avranches > Rouen)

### Altri successi
- 1984

Kermesse di Zele
- 1985

Profronde van Surhuisterveen
- 1986

Spektakel van Steenwijk
Profronde van Pijnacker
Classifica sprint (Tour de France)
- 1987

Criterium di Groot-Ammers
- 1988

Profronde van Wateringen
Grand Prix de la Libération (cronometro a squadre)
- 1989

Criterium di Apeldoorn
- 1990

Acht van Chaam

## Piazzamenti

### Grandi Giri
- Tour de France

1985: 110º
1986: 101º
1987: 127º
1988: 132º
1989: 107º
1990: 117º
1991: 133º
- Vuelta a España

1992: 137º

### Classiche monumento
- Milano-Sanremo

1987: 130º
1990: 93º
1991: 117º
1992: 131º
- Giro delle Fiandre

1988: 81º
1992: 47º
- Parigi-Roubaix

1987: 36º
1990: 46º
1991: 71º
- Liegi-Bastogne-Liegi

1990: 120º

### Competizioni mondiali
- Campionati del mondo su strada

Praga 1981 - Cronosquadre dilettanti: 4º
Goodwood 1982 - Cronosquadre dilettanti: vincitore
Goodwood 1982 - In linea dilettanti: 104º
Altenrhein 1983 - Cronosquadre dilettanti: 8º
Villach 1987 - In linea: ritirato
Utsunomiya 1990 - In linea: ritirato